# Conus capitaneus
Espèce
Statut de conservation UICN

 LC  : Préoccupation mineure
Conus capitaneus est une espèce de mollusques gastéropodes marins de la famille des Conidae.
Comme toutes les espèces du genre Conus, ces escargots sont prédateurs et venimeux. Ils sont capables de « piquer » les humains et doivent donc être manipulés avec précaution, voire pas du tout.

## Description
La taille d'une coquille adulte varie entre 50 mm et 98 mm. Sa spire basse est striée, flammée de chocolat et de blanc. Le verticille est jaunâtre, ou brun-orange, entouré de rangées de points marron, généralement tachés de chocolat à la base. Il y a une bande blanche centrale, avec des marques hiéroglyphiques chocolat de chaque côté, et une bande d'épaule, traversée par des marques longitudinales plus petites chocolat. L'ouverture est blanche.

## Distribution
Cette espèce marine est présente dans l'océan Indien, au large de Madagascar, dans le bassin des Mascareignes, à l'île Maurice et en Tanzanie, ainsi que dans le Pacifique Indo-Ouest (au large d'Hawaï, Samoa, Tonga, Japon) ; au large de l'Australie (Nouvelle-Galles du Sud, Territoire du Nord, Queensland, Australie-Occidentale).

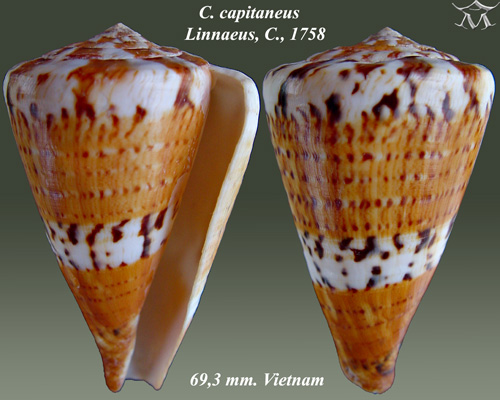
Conus capitaneus Linnaeus, C., 1758
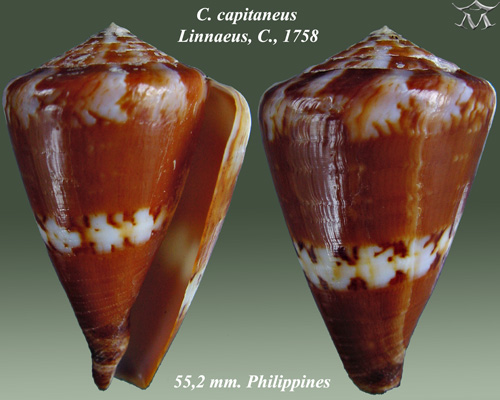
Conus capitaneus Linnaeus, C., 1758
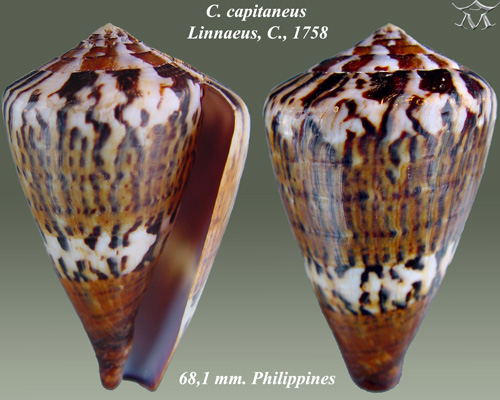
Conus capitaneus Linnaeus, C., 1758
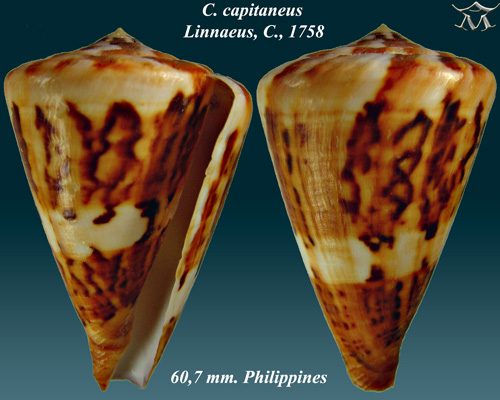
Conus capitaneus Linnaeus, C., 1758

### Niveau de risque d’extinction de l’espèce
Selon l'analyse de l'UICN réalisée en 2011 pour la définition du niveau de risque d'extinction, cette espèce est présente dans la majeure partie de l'Indo-Pacifique, de l'Afrique de l'Est à Hawaï, à l'exception de la Polynésie française, de la mer d'Arabie et du golfe du Bengale. Cette espèce a une vaste aire de répartition, est abondante à l'état sauvage et ne fait l'objet d'aucune menace évidente. Elle est classée dans la catégorie préoccupation mineure.

## Taxonomie

### Publication originale
L'espèce Conus capitaneus a été décrite pour la première fois en 1758 par le naturaliste suédois Linnaeus (1707-1778) dans la publication intitulée « la 10e édition du Systema Naturæ »,.

### Synonymes
- Conus (Rhizoconus) capitaneus Linnaeus, 1758 · appellation alternative
- Conus capitaneus  var. virgineus Wils, 1972 · non accepté
- Conus ceciliae Crosse, 1858 · non accepté
- Rhizoconus capitaneus (Linnaeus, 1758) · non accepté

### Sous-espèces
- Conus capitaneus var. virgineus Wils, 1972, accepté en tant que Conus capitaneus Linnaeus, 1758

## Identifiants taxonomiques
Chaque taxon catalogué par les bases de données biologiques et taxonomiques possède un identifiant qui permet d'établir un point de référence. Les identifiants de Conus capitaneus dans les principales bases sont les suivants :
AFD : Conus_(Rhizoconus)_capitaneus - BOLD : 655869 - CoL : XX4B - GBIF : 5728264 - iNaturalist : 368165 - IRMNG : 10536858 - NCBI : 536419 - TAXREF : 91990 - UICN : 192507 - WoRMS : 215525 - ZOBODAT : 79758